# Fuego en la nieve (película)
Fuego en la nieve (título original en inglés: Battleground; también conocida como Sangre en la nieve) es una película de guerra estadounidense dirigida por William A. Wellman, estrenada el 4 de noviembre de 1949 y protagonizada por Van Johnson, John Hodiak, Ricardo Montalbán y George Murphy. Se trata de un episodio de la Batalla de las Ardenas, el asedio de Bastogne. La película retrata a los soldados estadounidenses como vulnerables y humanos. Mientras que se mantienen firmes y valientes, también se quejan de la situación en que se encuentran. El filme es considerado como la primera película estadounidense importante sobre la Segunda Guerra Mundial. En España se estrenó en abril de 1950.

## Trama
Poco antes de la Navidad de 1944, los soldados estadounidenses esperan su prometido viaje a París en un campamento en Francia. Su esperanza de vacaciones se desvanece cuando se les ordena marchar a Bastogne en Bélgica. Deben luchar contra el XXXXVII Panzerkorps de la Wehrmacht alemana, que ha logrado romper las líneas aliadas. Los soldados de la unidad incluyen al periodista de un pueblo pequeño Jarvess, al latino Rodrigues, al recién llegado Leyton, al mujeriego Holley y al líder de pelotón Kinnie.
Cuando llegan a Bastogne, conocen a la atractiva Denise que les promete alojamiento. En los bosques fríos y brumosos cercanos a la ciudad, son objeto de fuertes incendios una y otra vez. Mientras patrullan, se dan cuenta demasiado tarde de que los alemanes los han rodeado. Los hombres se ven envueltos en una violenta pelea en la que Rodrigues resulta herido. El herido no puede ser transportado, por lo que lo esconden debajo de un jeep destrozado y prometen traerlo de regreso pronto. Cuando Holley regresa con un equipo de rescate, encuentra a Rodrigues muerto.
Los combates en el bosque son cada vez más intensos, y las pérdidas de los estadounidenses aumentan. Cuando un ataque sorpresa alemán es rechazado esa noche, los estadounidenses pueden liberar a varios prisioneros aliados. Un oficial alemán intenta persuadir a los estadounidenses de que se rindan, pero el general McAuliffe se niega. La situación parece cada vez más desesperada. Un capellán da a los soldados un sermón en el que les explica la importancia de mantener Bastogne.
Finalmente la niebla se despeja y los bombarderos y cazas aliados pueden despegar. Los hombres de la campaña se esperanzan de nuevo, especialmente cuando llegan refuerzos. Los hombres de la campaña salen de la ciudad con la certeza de haber defendido Bastogne.

## Reparto
- Van Johnson como Holley
- John Hodiak como Jarvess
- Ricardo Montalbán como Roderigues
- George Murphy como "Pop" Stazak
- Marshall Thompson como Jim Layton
- Jerome Courtland como Abner Spudler
- Don Taylor como Standiferd
- Bruce Cowling como Wolowicz
- James Whitmore como Kinnie
- Douglas Fowley como "Kipp" Kippton
- Herbert Anderson como Hansan
- Thomas E. Breen como Doc
- Denise Darcel como Denise
- Richard Jaeckel como Bettis
- James Arness como Garby

## Premios

### Premios de la Academia 1950
- Oscar al Mejor Guion Original para Robert Pirosh
- Oscar en la categoría Mejor cámara en blanco y negro para Paul C. Vogel
- Nominación en la categoría de Mejor Película
- Nominación a Mejor Director por William A. Wellman
- Nominación a Mejor Actor de Reparto por James Whitmore
- Nominación en la categoría Mejor Montaje a John Dunning

### Globo de Oro1950
- Globo de Oro al Mejor Actor de Reparto para James Whitmore
- Globo de Oro al Mejor Guion para Robert Pirosh

### Otros
- La película ganó el premio Photoplay a la mejor película del año.
- La película fue nominada en la categoría Mejor Guion (Drama ) para el Premio Writers Guild of America.[2]

## Contexto
La producción de MGM recaudó alrededor de cinco millones de dólares estadounidenses en los Estados Unidos.
El guionista Robert Pirosh luchó como soldado de infantería en la Batalla de las Ardenas y pudo incorporar sus experiencias. Además, se contrató a 20 veteranos que habían luchado en Bastogne para entrenar a los actores.
En este largometraje se puede ver al mexicano Ricardo Montalbán en su quinto papel cinematográfico en Hollywood. Richard Jaeckel también protagoniza una película por quinta vez. James Whitmore ganó su Globo de Oro por su segundo papel cinematográfico. James Arness (Marshall Dillon de Smoking Colts) se puede ver en su tercera película en un papel secundario como Garby. El futuro director Jerry Paris tiene la apariencia de un suboficial alemán.
El galardonado Cedric Gibbons (once premios Oscar en su carrera) y Edwin B. Willis (ocho premios Oscar) proporcionaron el equipo para la película. Douglas Shearer (siete premios Oscar) fue el responsable del sonido. El asesor militar de la película fue el teniente coronel HWO Kinnard.
La película contiene una falla histórica: dentro de Bastogne no había alemanes que se hubieran disfrazado de estadounidenses. Esta operación, la llamada Operación Greif, tuvo lugar antes del 6. Ejército Panzer lejos de Bastogne.